# Norbert Busè
Norbert Busè (1963) es un director de documentales y películas y productor.

## Biografía
Creció en Erbach en Odenwald (Alemania). En 1990 ganó el primer premio del concurso alemán de jóvenes cineastas (Deutscher Jugendvideopreis). Hasta 1993 trabajó como redactor en ZDF, uno de los canales de televisión públicos de Alemania, y también fue presentador en el programa de consejos KONTAKTE en el mismo canal. 
Desde 1991 trabajó en proyectos cinematográficos. Por otra parte se ocupó de cuestiones de pedagogía de los medios. En 1993 se mudó a Berlín donde realizó documentales y Cortos experimentales. Su trabajo hasta la actualidad se centra en temas culturales, sobre todo en la música. Su primera película para ZDF, Auf Teufel komm raus (A toda costa), trata de la influencia de la música en el desarrollo de los jóvenes usando como ejemplo la escena New Wave. 
En 2003 Busè empezó a producir los 12 capítulos del proyecto cinematográfico Meisterwerke der Menschheit (Grandes obras de la humanidad) junto con la UNESCO, ZDF y 3SAT. Estos documentales nos muestran el Patrimonio Cultural Inmaterial y los peligros a los que está expuesta también la música. Su primer largometraje fue el documental musical de 90 minutos de duración AVA - Die Stimme meiner Mutter (AVA - La voz de mi madre), rodado en Rusia y Berlín y trata de la herencia y la posible pérdida de las canciones populares rusas. 
También produjo el programa "Arte Lounge" de 30 capítulos, que mostraba por primera vez en la televisión a músicos clásicos en un club berlinés. En 2010 organizó un festival de coros en Sudáfrica para el canal cultural europeo ARTE. El punto álgido fue la actuación de todos los coros con la canción sobre la libertad «Ukuthula». Sus películas sobre músicos como Karlheinz Stockhausen, John Cage, Elvis Presley, Sergiu Celibidache y Richard Strauß recibieron también atención internacional. Además, fue uno de los pocos que hicieron visibles en televisión las danzas tradicionales de Rusia, Bolivia, India, Malasia y Cuba dentro de sus propios contextos para despertar una nueva forma de entender la danza. En 2009 se hizo cardo de la dirección del departamento de No Ficción de Studio.TV.Film en Berlín.
Norbert Busè fue premiado varias veces por su trabajo, también internacionalmente. En 1999 ganó por su primer cortemetraje Incubus el Premio del Público del Young collection #13 de Filmbüro Bremen e.V. En 2004 fue premiado con el Premio de los Medios de la Deutschen Diabetes-Stiftung (Fundación alemana de la diabetes) por su documental Die Wohlstandsepidemie (La epidemia del bienestar). En 2011 su producción Arte Lounge fue nominada en la categoría de entretenimiento para los premios Grimme-Preis. En 2011 ganó la medalla de oro a la mejor producción en la categoría de cultura en la convención NAB en Las Vegas, la mayor convención mundial sobre televisión. [21] En 2014 fue nominado a los International Classical Music Awards (ICMA) por su trabajo de dirección en el largometraje Sergiu Celibidache – Feuerkopf und Philosoph (Sergio Celibidache – pleitista y filósofo). En 2015 ganó por su producción Richard Strauss and his Heroines (Richard Strauss y sus heroínas) el premio International Classical Music Awards (ICMA) y el premio ECHO Klassik a la mejor producción en DVD del año.

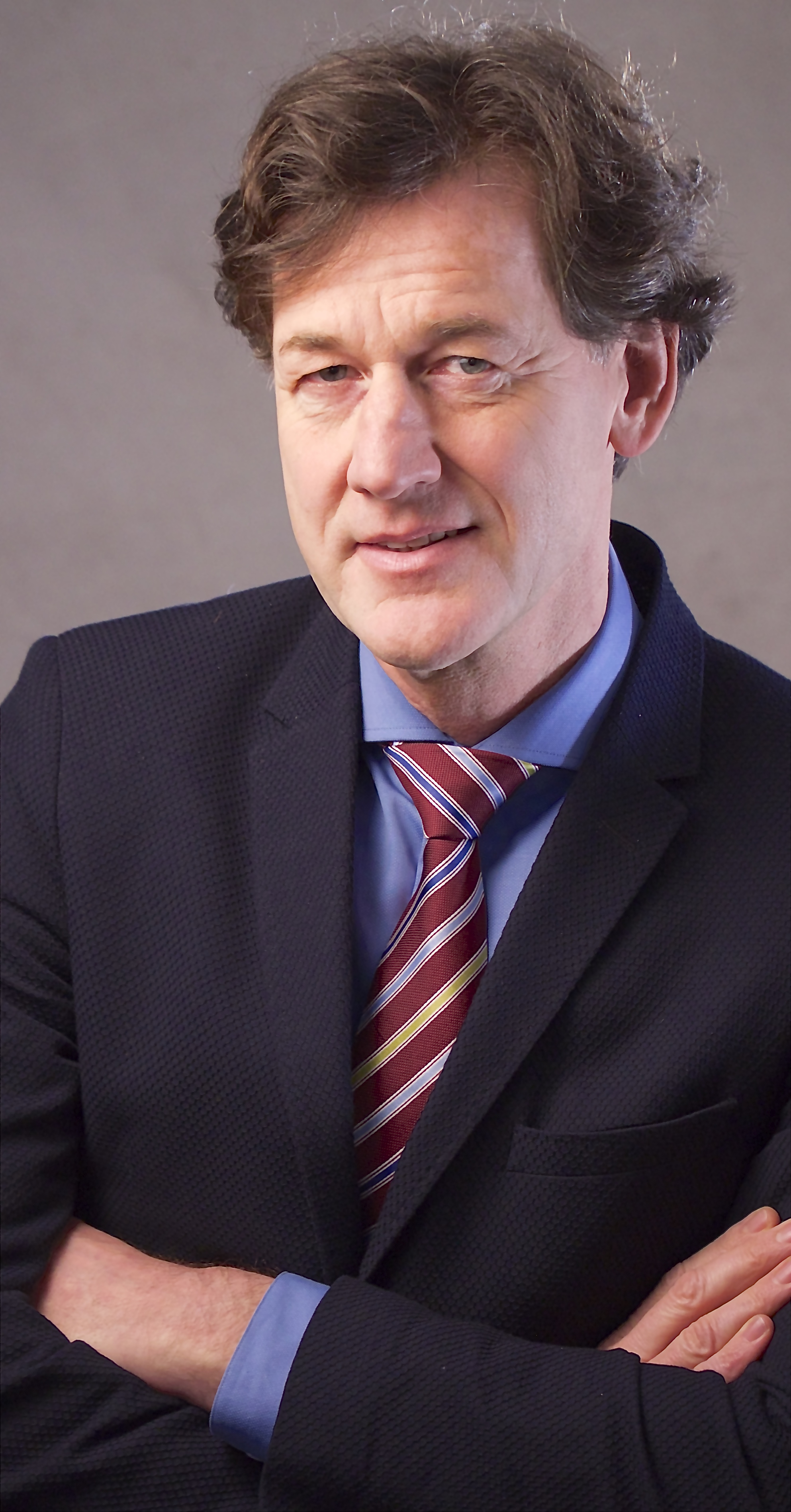
Norbert Busè Film Producer

## Largometrajes
- 1990: Vor was habt Ihr eigentlich Angst?[6]
- 1992: Auf Teufel komm raus[7]
- 1993: Dünne Haut
- 1993: Asche im Wind
- 1994: Ich habe die Hölle gesehen
- 1995: Zwischen Knast und Kindergarten
- 1996: Der Zauberer
- 1998: Schmerz muss sein
- 1998: Das Lied der Stille
- 1999: Shivas Töchter (Documental sobre baile)
- 2000: Der Auftrag
- 2000: Der Spieler
- 2001: Der Choreograph Mats Ek
- 2002: Nullen + Einsen
- 2002: Diamanten in Kinderhand
- 2003: Tänze aus der verbotenen Stadt[8]
- 2003: Heinrich der König
- 2004: Wohin gehen wir, wenn wir sterben?
- 2005: Salsa![9]
- 2005 und 2009: Meisterwerke der Menschheit, 12 Folgen (productor)[10]
- 2005: Waisenkinder – Wenn Eltern zu früh sterben
- 2005: Diabetes – Die Wohlstandsepidemie
- 2006: AVA - Die Stimme meiner Mutter[11]
- 2008: Mary Wigman – Die Seele des Tanzes (junto a Christof Debler)
- 2008: Ich kann Dich nicht riechen (junto a Kathrin Sonderegger)
- 2009: Karlheinz Stockhausen - Musik für eine bessere Welt (junto a Thomas von Steinaecker)
- 2009: I am not alone (productor)
- 2009: Die ideale Schule, wie Migration gelingt (junto a Kathrin Sonderegger)
- 2009: Ingo Metzmacher – Ein deutscher Dirigent (productor)
- 2010: Elvis in Las Vegas, (productor)
- 2010: Südafrika singt – Cape Festival der Stimmen[12]
- 2010: Reise zu Tolstoi (productor)
- 2011: Auf den Spuren von Easy Rider, 4 capítulos, (productor)[13]
- 2011: Comedy Mission, 4 capítulos (productor)
- 2012: Sergiu Celibidache – Feuerkopf und Philosoph
- 2012: Im Bett mit Paula, (6 Capítulos), (productor)
- 2012: John Cage – Alles ist möglich, (productor)
- 2013: Der Chinesische Staatszirkus: Mei Li, Documental
- 2014: Richard Strauss und seine Heldinnen, Productor[14]
- 2014: Der Spielmacher – George Tabori
- 2014: Bewegte Republik Deutschland Setenta años de historia cultural, (4 capítulos), productor.
- 2015: Von Dada bis Gaga, 100 Jahre Performance Art, (3 capítulos)

## Cortometrajes
- 1998: Incubus
- 2003: Sibirien, interpretación libre de la obra de teatro Sibirien de Felix Mitterer
- 2004: Das ist die Sehnsucht, basado en la historia del mismo nombre de Rainer Maria Rilke
- 2006: Dichter unbekannt – Heinrich Heine
- 2007: Welcome home

## Programas de televisión
- 2010: NeoMusic by night, serie, (director, productor)
- 2010-2013: On Tape, (27 capítulos), (productor)
- 2011: Die Show des Scheiterns, (8 capítulos), (productor)
- 2011–2013: ZDF Kultur Poetry Slam (productor)
- 2009–2015: Arte Lounge, classical music, 30 capítulos (productor)
- 2012–2015: Pufpaffs Happy Hour (25 capítulos ), (productor)

## Publicaciones
- 2008 Matthias Film DVD. Wohin gehen wir, wenn wir sterben?[15]
- 2010 Naxos video library. Great voices of South Africa[16]
- 2012 Arthaus DVD. Sergiu Celibidache Firebrand and Philosopher[17]
- 2014 Arthaus DVD. Richard Strauss and his Heroines[18]
- 2014 Arthaus DVD. Mary Wigman the soul of dance[19]
- 2015 Filmsortiement. Die ideale Schule - Wie Integration gelingt[20]

## Citaciones de artículos de prensa (Selección)
Das Lied der Stille, ZDF 1998
«Como espectador, podríamos si quisiésemos dejarnos adentrar en el silencio. En treinta minutos se diferencia este reportage de Norbert Buse de lo que están habituados a ver. En media hora ninguna imagen aleatoria y chillona, ninguna cadena de información rota, ni ningún juicio estrepitoso. Algunas escenas dejan el pulso con un latir timorato. Tiempo para pensar en silencio.» – TAZ, 27 de agosto de 1998
Der Spieler, ZDF 2000
«Norbert Buse narra la miseria en la que caen las personas que caen en el juego sin adornos, pero aun así atractiva ópticamente» Der Spiegel
Mary Wigman – Die Seele des Tanzes, repetición ZDF/arte 2011
«Los documentales de televisión pocas veces sacan algo nuevo a la luz, especialmente en ámbitos que van más allá de los grandes escándalos. Los autores Christof Debler y Norbert Buse consiguieron esto con una aportación que apenas llega a una hora sobre danzantes.» – Junge Welt, 1 de agosto de 2011
Sergiu Celibidache – das Wesen der Musik, arte 2012
«“Es un retrato de un director, que unía como ningún otro análisis y pasión, desconsideración e interés – un maestro furioso” así publicitó Arte el documental. Queda claro en esta película de 55 minutos que Celibidache era un músico y una persona fuera de lo común, un loco positivo, que aspiraba siempre a la perfección en su arte.» Focus, 26 de junio de 2012.
«Es el mejor intento hasta el momento de explicar quién era esta figura misteriosa, intransigente y que era como un gurú y porqué tenía tanta influencia en aquellos con los que estaba en contacto.» Andrew Clark Financial Times, 29 de noviembre de 2013.
Bewegte Republik Deutschland, 3sat 2014
3sat hace justicia a su reputación como transmisor de cultura y también a su retrospectiva en historia alemana y muestra el papel que tuvieron los artistas en la formación de la República Federada.
Von Dada bis Gaga - 100 Jahre Performance Kunst, 3sat 2015
El arte de performance ha influido a la cultura pop – también ha influido en el teatro, la moda y la literatura, tal y como documentan los tres capítulos de la serie. Von Dada bis Gaga – a pesar de la hechura formal más bien convencional es digno de ser visto, porque recuerda de manera impresionante el potencial anarquista de este antiarte no conformista. Deutschlandfunk, 27.11.2015

### Enlace
http://www.imdb.com
http://www.studio-tv-film.de